# واکنش‌های دارویی ویژه
واکنش‌های دارویی ویژه، به آن دسته از واکنش های ناخواسته داروئی گفته می‌شود که به ندرت و به صورتی غیرقابل پیش‌بینی در میان جوامع بروز می یابد.